# Stazione di Palazzo San Gervasio-Montemilone
La stazione di Palazzo San Gervasio-Montemilone era una fermata ferroviaria posta sulla linea Rocchetta Sant'Antonio-Gioia del Colle, gestita da RFI. Serviva i centri abitati di Palazzo San Gervasio e Montemilone.

## Storia
La stazione fu inaugurata nel 1891, anno in cui è stata aperta la ferrovia. Successivamente fu declassata a fermata e chiusa definitivamente assieme alla tratta omonima nel 2011.